# Adolf Remy
Adolf Remy (* 30. November 1935 in Havixbeck) ist ein deutscher Fußballtrainer und Talentscout. Nach zahlreichen Trainerstationen im Inland und Ausland arbeitet er seit 2001 für eine Spieleragentur als Talentscout.

## Werdegang
Noch während seiner Ausbildung zum staatlich anerkannten Sportlehrer von 1962 bis 1965 an der Sporthochschule Köln begann er 1964 seine Ausbildung zum Diplom-Fußballlehrer, welche er ebenfalls 1965 abschloss. Von 1965 bis 1966 arbeitete er als Sportlehrer an der Realschule Gütersloh. Zu gleicher Zeit war er als Fußballlehrer zudem beim SVA Gütersloh tätig. Ab 1966 war er für zwei Jahre Jugendkoordinator beim Hamburger SV. Von 1968 bis 1969 trainierte er den HSV Barmbek-Uhlenhorst, bevor er 1969 als Trainer zum VfR Heilbronn kam, mit dem der Aufstieg in die 2. Liga Süd gelang. 1970 wechselte er als Trainer zum SV Arminia Hannover in die 2. Liga Nord. Nach nur einer Saison führte sein Weg als Trainer und Technischer Direktor zum österreichischen Erstligisten SK Sturm Graz. Nach zwei Jahren wechselte er in die gleiche Position zum SC Eisenstadt. Noch 1973 kam er zurück nach Deutschland und wurde Verbandssportlehrer beim Verband Berliner Ballspielvereine (VBB). 1981 übernahm er den Drittligisten SCC Berlin.
1984 ging Remy erneut ins Ausland und wurde für ein Jahr Auswahltrainer der Volksrepublik China, bevor er zurück nach Deutschland kam und in der Saison 1986/87 Tennis Borussia Berlin trainierte. Nach seiner Entlassung dort übernahm er den türkischen Erstligisten Rizespor, den er zwei Jahre betreute. Darauf folgte 1990 ein etwa halbjähriges Engagement bei Hertha 03 Zehlendorf, welches mit dem Landespokalsieg gekrönt wurde. Von 1990 bis 1995 arbeitete er als Trainer beim Fußballverband Sumatra in Indonesien.
Heute arbeitet Remy als Talentescout.